# 侯寶璋
侯寶璋（1893年—1967年3月12日），字又我，安徽人。中國著名病理學家。曾任香港大學醫學院病理學系系主任。

## 生平
中華人民共和國建國後，獲周恩來招攬，出任中國醫科大學（北京協和醫學院）副校長。曾被選為第四屆全國政協委員。1967年3月12日逝世，骨灰存放於八寶山革命公墓。侯寶璋父親侯秀春是中醫，侯寶璋共有五子兩女，其4人皆為醫學專家。